# Break the Ice
Break the Ice – piosenka autorstwa Nate’a „Danja” Hillsa, Marcelli „Ms. Lago” Araica, Keri Hilson i Jamesa Washingtona dla amerykańskiej piosenkarki Britney Spears. Została wyprodukowana przez Nate’a Hillsa na piąty album studyjny Spears Blackout (2007). Oficjalnie ogłoszona została jako trzeci singel na oficjalnej stronie wokalistki, a swoją premierę odnotowała 3 marca 2008 roku w Stanach Zjednoczonych w tamtejszym radio.
Piosenka, mimo bycia już trzecim singlem z albumu Blackout, cieszyła się późną wiosną oraz początkiem wakacji 2008 ogromną popularnością po obu stronach oceanu.

## Teledysk
Premiera oficjalnego klipu do piosenki Break the Ice odbyła się 13 marca o godzinie 18:30 na amerykańskiej stronie internetowej BlackoutBall.com, poświęconej albumowi piosenkarki Blackout.
Jest to pierwszy animowany teledysk artystki. Oparty na typowych obrazach anime, ma fabułę przypominającą zarówno słynny teledysk artystki, „Toxic” z 2004 roku, jak i wielkie przeboje anime: Ghost in the Shell oraz Hellsing. Teledysk kończy się napisami „to be continued...” („ciąg dalszy nastąpi...”), mimo tego ani „Radar” (wydany jako digital download czwarty utwór z albumu Blackout), ani żaden z wideoklipów obrazujących pierwsze trzy single z albumu Circus, nie kontynuował wątku przedstawionego w teledysku. Dopiero w fazie produkcji jest powstanie kolejnego animowanego teledysku do piosenki Kill The Lights. Teledysk reżyseruje fanka Britney, która wygrała konkurs przeprowadzony przez oficjalną stronę piosenkarki. Piosenka nie zostanie singlem, a teledysk dostępny będzie jedynie w internecie.

## Formaty i lista utworów singla
| Lp.                                 | Tytuł                               | Czas |
| ----------------------------------- | ----------------------------------- | ---- |
| Międzynarodowy 2-Nagraniowy Singel  |                                     |      |
| 1.                                  | "Break the Ice" (Main)              | 3:16 |
| 2.                                  | "Everybody"                         | 3:14 |
| Europejski Maxi Singel              |                                     |      |
| 1.                                  | "Break the Ice" (Main)              | 3:16 |
| 2.                                  | "Everybody"                         | 3:14 |
| 3.                                  | "Break the Ice" (Kaskade Remix)     | 3:59 |
| 4.                                  | "Break the Ice" (Tracy Young Remix) | 3:42 |
| X.                                  | "Break the Ice" (Teledysk)          |      |
| Australijski/UK 2-Nagraniowy Singel |                                     |      |
| 1.                                  | "Break the Ice" (Main)              | 3:16 |
| 2.                                  | "Break the Ice" (Instrumental)      | 3:08 |

| Lp.                      | Tytuł                                     | Czas |
| ------------------------ | ----------------------------------------- | ---- |
| Niemiecki Premium Singel |                                           |      |
| 1.                       | "Break the Ice" (Main)                    | 3:16 |
| 2.                       | "Break the Ice" (Kaskade Remix)           | 3:59 |
| 3.                       | "Break the Ice" (Tracy Young Mix)         | 3:42 |
| 4.                       | "Break the Ice" (Tonal Remix)             | 4:52 |
| X.                       | "Break the Ice" (Teledysk)                |      |
| iTunes EP #1             |                                           |      |
| 1.                       | "Break the Ice" (Main)                    | 3:16 |
| 2.                       | "Break the Ice" (Jason Nevins Rock Remix) | 3:18 |
| 3.                       | "Break the Ice" (Kaskade Remix)           | 5:30 |
| iTunes EP #2             |                                           |      |
| 1.                       | "Break the Ice" (Main)                    | 3:16 |
| 2.                       | "Everybody"                               | 3:14 |
| 3.                       | "Break the Ice" (Soul Seekerz Club Mix)   | 6:10 |

### Remiksy
| - Album/Main Version – 3:16 - Instrumental – 3:08 - Radio Edit – 3:08 - Demo Version (Been a While) – 3:08 - Urban Cyborg Mix Feat. Fabolous- 3:40 - Jason Nevins Radio Remix – 3:11 - Jason Nevins Club Remix - Jason Nevins Rock Remix - Soul Seekerz Club Mix – 6:10 - Soul Seekerz Edit – 2:55 | - Soul Seekerz Dub – 8:24 - Soul Seekerz Dirty Club – 8:23 - Wideboys Club Mix – 5:47 - Wideboys Edit – 3:05 - Wideboys Dub – 5:17 - Mike Rizzo & Chico Funk Generation Remix – 3:48 - Junior Vasquez Remix - Kaskade Remix – 3:59 - Tracy Young Remix – 3:42 - Robot Remix – 3:16 - Friscia & Lamboy Radio Edit – 3:23 |

## Historia produkcji
| Region            | Data             | Format |
| ----------------- | ---------------- | ------ |
| Stany Zjednoczone | 3 marca 2008     | Radio  |
| Europa            | 7 kwietnia 2008  | CD     |
| Wielka Brytania   | 14 kwietnia 2008 | CD     |
| Niemcy            | 2 maja 2008      | CD     |
| Australia         | 5 maja 2008      | CD     |

## Pozycje na listach
| Notowanie (2008)              | Max. Pozycja |
| ----------------------------- | ------------ |
| Irlandia Singles Chart        | 7            |
| Finlandia Singles Top 20      | 8            |
| Izrael Singles Chart          | 8            |
| Bulgaria Singles Chart        | 9            |
| Kanada Hot 100                | 9            |
| Szwecja Singles Top 100       | 11           |
| Turcja Top 20 Chart           | 11           |
| Wielka Brytania Singles Chart | 15           |
| United World Chart            | 22           |
| Australia Digital Track Chart | 31           |
| Nowa Zelandia Singles Chart   | 37           |
| Filipiny Hot 100              | 44           |
| U.S. Billboard Hot 100        | 43           |
| Eurochart Hot 100             | 59           |
| Rumunia Airplay Chart         | 17           |